# Xavier Zubiri
Xavier Zubiri (Sant Sebastià, 4 de desembre de 1898 - Madrid, 21 de setembre de 1983) va ser un filòsof basc, sacerdot catòlic secularitzat i catedràtic de filosofia.

## Biografia
Ingressa el 1917 en el seminari de Madrid, on estudia filosofia amb Juan Zaragüeta. En 1919 va conèixer a Ortega y Gasset, qui dos anys després començarà a dirigir-li la tèsi a la Universitat de Madrid després de llicenciar-se en Filosofia a la Universitat de Lovaina i doctorar-se en Teologia a Roma en 1920. També en 1921 és ordenat sacerdot. Finalment, va guanyar la càtedra de filosofia a Madrid el 1926. Amb un permís d'estudis, assisteix a cursos d'Edmund Husserl i Martin Heidegger a Friburg de Brisgòvia i amb Nicolai Hartmann a Berlín, on també va conèixer Albert Einstein, Erwin Schrödinger, Max Planck i Werner Jaeger. En 1931 va tornar a Madrid per desenvolupar la seva tasca com catedràtic. En 1936 es va casar a Roma amb Carmen Castro, a qui havia conegut a Berlin, després de renunciar a la seva condició de religiós. L'esclat de la Guerra civil els va sorprendre a Roma, però posteriorment es traslladen a París, on Zubiri treballa en física amb Louis de Broglie i amb Émile Benveniste en filologia.
En acabar la guerra, accepta la càtedra de filosofia a la Universitat de Barcelona, on treballarà entre 1940 i 1942 abans de demanar l'excedència, suposadament pel seu descontentament amb el model d'universitat vigent en aquell moment. Des de llavors, va impartir cursos privats, molts d'aquests publicats pòstumament. Va comptar, entre els seus deixebles i col·laboradors, amb el jesuïta espanyol Ignacio Ellacuría i al pare agustí Ángel Jubera. Va morir a l'edat de 84 anys a Madrid. La seva filosofia és d'una gran originalitat: hi destaca la seva elaboració d'una nova idea de la realitat. La realitat no és sinònim de les coses existents, sinó que és el present en la percepció, és el que Zubiri anomena "de seu". Ha exercit gran influència en la teologia de l'alliberament i en les filosofies de la praxi contemporànies.

## Obres
- Naturaleza, historia, Dios (llibre) (1944)
- «El hombre, realidad personal» (article) (1963)
- Sobre la esencia (1963)
- «El origen del hombre» (article) (1964)
- «Notas sobre la inteligencia humana» (article) (1966–67)
- «La dimensión histórica del ser humano» (article) (1973)
- «El hombre y su cuerpo» (article) (1974)
- «El problema teologal del hombre» (article) (1975)
- «El concepto descriptivo del tiempo» (article) (1976)
- La idea de filosofía en Aristóteles (1978)
- «Respectividad de lo real» (article) [1979)
- Inteligencia Sentiente: Inteligencia y realidad (llibre) (1980)
- Pròleg a la traducció nord-americana de Naturaleza, Historia, Dios (1981)
- Inteligencia Sentiente: Inteligencia y logos (llibre) (1982)
- «Reflexiones teológicas sobre la eucaristía» (article) (1981)
- Inteligencia Sentiente: Inteligencia y razón (llibre) (1983)
- «¿Qué es investigar?» (article) (1983)
- Cinco lecciones de filosofía (llibre) (1963)

Un cop mort, se n'han publicat els llibres següents, molts basats en els cursos orals de Zubiri:
- El hombre y Dios (1984)
- Sobre el hombre (1986)
- Estructura dinámica de la realidad (1989)
- Sobre el sentimiento y la volición (1992)
- El problema filosófico de la historia de las religiones (1993)
- El problema teologal del hombre: cristianismo (1997)
- Los problemas fundamentales de la metafísica occidental (1994)
- Primeros escritos (1921-1926) (2000)
- Espacio. Tiempo. Materia (1996)
- El hombre y la verdad (1999)
- Sobre la realidad (2001)
- Sobre el problema de la filosofía y otros escritos (1932-1944) (2002)
- El hombre: lo real y lo irreal (2005)